# Сергеев, Владимир Кириллович
Влади́мир Кири́ллович Серге́ев (род. 30 января 1945, Казань) — советский и российский учёный-социолог, историк, политолог. Кандидат исторических наук, доктор социологических наук. Заслуженный работник культуры Российской Федерации (1996). Лауреат премии имени М. М. Ковалевского (2007).

## Биография
С 1969 по 1985 годы работал редактором, главным редактором на Гостелерадио СССР.
В 1973 году окончил факультет журналистики МГУ.
В 1981 году защитил диссертацию на соискание учёной степени кандидата исторических наук по теме «Печать Словацкого национального восстания 1944 года» (специальность — история науки и техники).
С 1985 по 1987 годы — старший научный сотрудник Института социологических исследований АН СССР.
С 1987 по 2005 годы — директор Единого научно-методического центра Комитета по культуре города Москвы.
В 2002 году защитил диссертацию на соискание учёной степени доктора социологических наук по теме «Молодёжная культура мегаполиса в условиях социальных трансформаций : Социологический анализ» (специальность 22.00.06 — социология культуры, духовной жизни).
С 2005 года — директор Московского института социально-культурных программ, заместитель главного редактора журнала «Наука. Культура. Общество».

## Научная и общественная деятельность
- Организация, создание и руководство институтом (научные исследования в социально-культурной сфере);
- проведение исследований, результатом которых является разработка городских целевых комплексных программ развития культурной сферы московского мегаполиса и разработка концепций и основных направлений развития культуры Москвы до 2020 года;
- организация и проведение молодёжной патриотической акции «Московский призыв», «Крымский мост», «Экология души», международного конкурса духовой музыки «Ода миру», международных выставок-конкурсов современной живописи — «Золотая кисть», «Золотая кисточка», «Золотое перо», «Золотое перышко»;
- издание литературно-художественного и общественно-публицистического альманаха «Братина»;
- изд. 20-томной антологии «Современное русское зарубежье»;
- изд. журнала «Человек. Культура. Город»;
- изд. молодёжного журнала «Фанограф»;
- изд. научного журнала ВАК «ПОИСК» (Политика. Обществоведение. Искусство. Социология. Культура).

Автор более 300 научных трудов, методических, публицистических материалов, трех романов и двух сборников стихов.

### Монографии
- «Молодежь и город: лицом к лицу»
- «Молодежь Москвы, шаг в XXI в.»
- «Молодежная культура в условиях Московского мегаполиса: состояние, тенденции, перспективы»
- «Человек. Культура. Город» (в соавторстве)
- «Москва и москвичи: актуальные проблемы социально-культурной сферы»
- «Культура — это мы»
- Всегда Великая Победа (в соавторстве)
- Москва. Россия. Русский мир (в соавторстве)
- Русский мир и социальные реалии (в соавторстве)
- Российская культура. На рубеже, на грани, на перепутье (в соавторстве)
- Молодые москвичи. Новое поколение обновленной страны
- Воспитание патриотизма и интернационализма средствами культуры и искусства
- Русский язык и культура
- Церковь и культура
- Молодежь и культура
- Всегда Великая Победа Изд. 3 (в соавторстве)

ХУДОЖЕСТВЕННАЯ ЛИТЕРАТУРА:
- «Всегда ты» — роман
- «На златом крыльце» — роман
- «Кровь на мантии» — роман
- «Дежавю» — роман (в серии «101 прозаик XXI века»)
- Minni. "Призвание - любить" - роман
- «Вселенная мига» сборник стихотворений
- «Сны камикадзе» — сборник стихотворений

### Участие в общественных организациях
- академик Российской академии социальных наук и Академии литературы
- член президиума правления Московской организации партии зеленых
- член Союза писателей РФ
- член Союза журналистов РФ
- член Российской социологической ассоциации

## Семья
- Отец — Кирилл Спиридонович (1909—1987) — участник Великой Отечественной войны, имеет боевые награды, художник, организатор и 1-й председатель Московского областного союза художников
- Мать — Тамара Сергеевна (1920—2007) — участник Великой Отечественной войны, главный врач поликлиники, врач-психоневролог
- Жена — Ольга Вячеславовна (1960) — главный специалист Министерства экономического развития РФ
- Сын — Владимир (1967) — доктор социологических наук
- Дочь — Кира (1983) — кандидат социологических наук, солист группы «Шакти Лока»

## Награды
- Медаль ордена «За заслуги перед Отечеством» II степени (25 октября 2005 года) — за заслуги в области культуры и искусства и многолетнюю плодотворную работу[3]
- Медаль «В память 850-летия Москвы»
- Юбилейная медаль «Двадцать лет Победы в Великой Отечественной войне 1941—1945 гг.»
- Медаль «Патриот России»
- Медаль «За верность долгу и Отечеству»
- Медаль «60 лет образования ООН»
- Золотая есенинская медаль Союза писателей России
- Заслуженный работник культуры Российской Федерации (2 мая 1996 года) — за заслуги в области культуры и многолетнюю плодотворную работу[4]
- Премия имени М. М. Ковалевского (совместно с В. Н. Ивановым, Ж. Т. Тощенко, за 2007 год) — за серию работ по концептуальному анализу трансформации ценностных ориентаций российского общества и разработки понятийного аппарата социологической науки
- Орден преподобного Сергия Радонежского 3 степени
- Орден «За возрождение России. XXI век» — высшая общественная награда РФ
- Za socialistickou vychovu UV SSM CSSR
- Лауреат Международного конкурса Литературный Олимп" Лиги писателей Европы